# En Vivo!
Albums de Iron Maiden
From Fear to Eternity
(2011) The Book of Souls
(2015)
En Vivo! est un album live du groupe de heavy metal britannique Iron Maiden enregistré le 10 avril 2011 au Estadio Nacional, au Chili, au cours de la tournée The Final Frontier Tour. Il est sorti – en CD, DVD et Blu-ray – dans le monde entier le 26 mars 2012, le 23 mars 2012 en Australie, le 27 mars aux États-Unis et au Canada et le 28 mars au Japon.
L'album a reçu une critique plutôt positive, l'album est n°1 en Australie, en Autriche, en Finlande, en Allemagne, en Hongrie, en Norvège, en Espagne et en Suède.

## Liste des titres

### CD 1
1. Satellite 15 (The Final Frontier)
2. The Final Frontier (The Final Frontier)
3. El Dorado (The Final Frontier)
4. 2 Minutes To Midnight (Powerslave)
5. The Talisman (The Final Frontier)
6. Coming Home (The Final Frontier)
7. Dance Of Death (Dance of Death)
8. The Trooper (Piece of Mind)
9. The Wickerman (Brave New World)

### CD 2
1. Blood Brothers (Brave New World)
2. When The Wild Wind Blows (The Final Frontier)
3. The Evil That Men Do (Seventh Son of a Seventh Son)
4. Fear Of The Dark (Fear of the Dark)
5. Iron Maiden (Iron Maiden)
6. The Number Of The Beast (The Number of the Beast)
7. Hallowed Be Thy Name (The Number of the Beast)
8. Running Free (Iron Maiden)